# Podospora horridula
Podospora horridula är en svampart som först beskrevs av Pier Andrea Saccardo, och fick sitt nu gällande namn av Dennis & S.M. Francis 1984. Podospora horridula ingår i släktet Podospora och familjen Lasiosphaeriaceae.   Inga underarter finns listade i Catalogue of Life.